# Tomàs Martí Torcal
Tomàs Martí Torcal (Reus, 1892 - Barcelona, 1957) va ser un comerciant i escriptor català.
Fill d'un empresari de teixits, es va afiliar de jove al Partit Radical i publicà articles polítics al portaveu reusenc d'aquest partit, El Consecuente el 1908. Aquell mateix any va publicar vers i prosa al setmanari El Rossinyol. Més endavant va col·laborar al diari Foment portaveu del Foment Nacionalista Republicà (1909-1911) i a la revista setmanal Foc Nou (1910-1911). Va col·laborar al Diario de Reus el 1912 i 1913, i més tard a Las Circunstancias, aportant textos literaris i escrits ideològics. Propietari d'una empresa majorista de comestibles, tenia també un comerç a Reus que va traslladar a Barcelona cap al 1921. El 1932 va ser president de la Federació de Detallistes d'Ultramarins, Comestibles i Similars. Va viure a Barcelona fins a la seva mort, després d'haver estat depurat pel franquisme per les seves idees republicanes.